# 中村功一 (政治家)
中村 功一（なかむら こういち、1932年（昭和7年）3月10日 - ）は、日本の政治家。元東近江市長（1期）、元八日市市長（3期）。旭日小綬章受章。

## 経歴
滋賀県八日市市（現・東近江市）出身。滋賀県立神愛高等学校（現・滋賀県立八日市高等学校）卒。滋賀県庁に入り、企画部水政室長、県議会事務局長、農林部長などを経て、八日市市助役となる。
1994年の八日市市長選挙に立候補して初当選、3期務めた。3期目途中の2005年2月11日、八日市市は近隣4町と合併し「東近江市」が発足した。発足直後の東近江市長選挙に立候補し、元県議の西澤久夫を破り初当選した。同市長は1期務め、2009年に引退。2015年に東近江市の名誉市民に選ばれた。

## 栄典
- 2009年 春の叙勲で旭日小綬章を受章[5]